# النجاد (الحصن)

تعديل مصدري - تعديل

النجاد هي إحدى قرى عزلة اليمانية العليا بمديرية الحصن التابعة لمحافظة صنعاء، بلغ تعداد سكانها 433 نسمة حسب تعداد اليمن لعام 2004.